# ウルトラマンオメガ
『ウルトラマンオメガ』は、2025年7月5日よりテレビ東京系列ほかにて放送されている円谷プロダクション制作による特撮テレビドラマおよび劇中に登場する巨大変身ヒーローの名称。キャッチコピーは「オレの名はオメガ！「ソラ」から落ちてきた宇宙人。」「宇宙人×地球人×怪獣！響き合え友情の絆！」。

## ストーリー
ウルトラマンはおろか、怪獣が今まで現れたことがないため、「怪獣」という概念や言葉、対怪獣用の兵器や防衛隊も存在しない世界。
ホシミコウセイはある日、人型の流星を目撃する。地球に落ちてきたその宇宙人・オメガと出会ったコウセイは彼をオオキダソラトと名付ける。
そんな中、未曽有の巨大生物が出現する。ソラトはその巨大生物を「怪獣」と呼び、コウセイの眼前でウルトラマンオメガに変身して戦う。

## 登場人物
オオキダ ソラト（オメガ）
本作品の主人公。ウルトラマンオメガの人間態。記憶を失くしており、地球になぜ来たのか、なぜ変身できるのかもわからないが、オメガであることや戦闘方法、怪獣の情報など一部の記憶は覚えている。当初は「オメガ」と名乗っていたが、コウセイが「オオキダ ソラト」と咄嗟に付け、ソラト自身も気に入っている。オメガに変身すると体力を急激に消耗するため、連続変身は不可能で、変身解除すると極度の空腹に襲われる。怪獣の気配を察知すると、鼻をクンクンする動作を取る。

ホシミ コウセイ
さまざまなアルバイトを経験し、約半年前から太陽倉庫商会の管理人室に住み込みで倉庫管理のアルバイトを担当するフリーター。21歳。高校時代は陸上選手で、オリンピックを夢見ていたが思っていたほどの成果を上げることができずに断念した。偶然出会ったオメガとなりゆきから相棒となり、ソラト（オメガ）が宇宙人であることを知り、彼を匿うこととなる。メテオカイジュウに懐かれたことで怪獣との戦いにも参加するほか、突飛なソラトの言動のフォローもするなど、気苦労が毎日絶えない。

イチドウ アユム
国立自然研究センターに所属する生物学者の卵。27歳。漢字表記は「一道 歩」。主に日本の絶滅危惧種に関する研究活動がメインだが、群馬県伊林市山中でドグリドが起こした事件現場で、政府の怪獣事件特別対策室に協力して調査していた際にソラトとコウセイと出会い、彼らに興味を持つ。だが、ソラトがオメガであることやメテオカイジュウの存在は知らない。ソラトやコウセイからは「アユ姉」と呼ばれているが、同年代と思われるソラトから呼ばれることには納得がいっていない模様。

## 本作品のウルトラマン

### ウルトラマンオメガ
ソラトがオメガスラッガーにオメガメテオを装填することで変身するウルトラマン。巨大な耳や凹んでいる口部、僧帽筋から脊髄にかけての背骨のように見える意匠や、後頭部の突起が特徴。
頭部から分離させたオメガスラッガーを宇宙ブーメランとして使用するほか、光線技も用いる。また、ソラトの姿やオメガの姿で、戦闘前に相対した怪獣に対して、突き出した右手で相手の行動や特徴を見据えるかのような動作・オメガスコープを取る。

#### 制作・演出
ソラト本人がウルトラマンであることから、従来のように画面が光って巨人になる演出だけでなく、ソラトがオメガになる変身バンクを作っている。ただし、ソラト本人がウルトラマンのため、インナースペースの描写はないという。
オメガスコープは、ウルトラマンオメガのある重要なバックグラウンドに関わるもので、決してオメガは超戦闘タイプではないため、慎重に怪獣を見定めるポーズをとっているという。

#### デザイン
ウルトラマンという冠は付いているが、「オメガ」としか本人は名乗っていないため、「ウルトラマン」というのは地球人が後々付けた称号のようなものに過ぎず、オメガという生命体にウルトラマンという自覚は基本的にはない。そこで、これまでのウルトラマンと並んだ際に少し突飛な特徴を付けたいと思い、「赤い顔」というコンセプトは当初からあり、デザインを担当した後藤正行もそれ以外のデザインは描いていなかったといい、プロテクターのようなものが手足についていない姿、という解釈でデザインされた。ウルトラマンゼアス以外でテレビシリーズにおいて通常形態で赤いウルトラマンはいなかったため、ビジュアルから今までのウルトラマンとは異なる星の、異なる生命体であるということを分からせたいと思い、ウルトラマンタイプではあるが、スラッガーが頭に付いている、というスタイルとなった。頭部にウルトラセブンのアイスラッガーの前後を反対向きにして付けることで、アイスラッガーがウルトラマンタイプの顔の中に収まるデザインとなった。スラッガーの色はセブンと同様に銀色で描いていたこともあったという。形状は膨らみがスラッガー自体にあるのは、初代ウルトラマンのようにトサカが板状になっているわけではなく、厚みを少し付けている。
当初はオメガスラッガーの部分のみが変わるというコンセプトで、スラッガー部分を変えることで大きく変わって見えるため他は変わらなくてもいいだろう、という考えで、各タイプに付随した専用武器がある、というイメージであったという。アーマーとメテオカイジュウのデザインはリンクしているが、怪獣が変形してアーマーになるということではないという。

#### 造形
肩からアーマーを被せるとサイズが全体的に大きくなるため、スリムで少ないアシンメトリーのアーマーを片方のみに付けて、できるだけ柔らかい素材で、パーツを貼り付けてスリムに仕上げている。
アーマーを片腕のみに付けているが、通常形態のスーツの肩の裏面にフックを設けて下のスーツに固定することで、動いてもずれないような仕組みになっている。

#### 形態
レキネスアーマー
第4話から登場。レキネスメテオをオメガスラッガーに装填して、アーマーとレキネスカリバーを装着した姿。レキネス由来の念動力がカリバーに付与され、オメガ自身も同様の力を扱うことが可能となる。
- デザイン画では頭部全体がシルバーであったが、造形のチェック段階で、オメガスラッガーを外した状態の凹んだ部分が銀色では暗く沈んでしまうため、パステルブルーに変更された。レキネス由来のアーマーであるのが分かりやすいように、テクスチャーやディティールなどは生っぽい感じに合わせている。

トライガロンアーマー
第8話から登場。トライガロンメテオをオメガスラッガーに装填して、アーマーとトライガロンクローを装着した姿。トライガロン由来の敏捷性がオメガ自身にも付与され、高機動力を発揮する。

#### アイテム・武器
オメガスラッガー
ウルトラマンオメガの変身アイテム。頭部に沿って右手を振りかぶることでソラトの意思に呼応して出現し、オメガメテオを装填し、ウイングが展開、天に掲げることでオメガに変身する。オメガとなってからは頭部から分離させて手に持ってナイフのような斬撃武器として使用するほか、赤い宇宙ブーメランとして遠隔攻撃したりすることも可能。
メテオカイジュウのアーマーを装着する際には、ウルトラマンオメガの頭部に沿って両手を振りかぶることで目の前に出現したオメガスラッガーにメテオカイジュウのオメガメテオが自動的に装填されることでウイングが展開し、オメガスコープの動作を取ることで発動する描写となっている。
- 変身アイテムと武器の場合のオメガスラッガーは形状が異なるが、玩具では武器のオメガスラッガーの攻撃音が鳴る仕掛けとなっている。従来では、武器として変身アイテムの形状のまま使うのがパターンであったが、本作品では変身後は頭部から外して使用するオメガスラッガーを手に持って戦うが、玩具のオメガスラッガーから鳴るような仕様となっている。
- 展開時のデザインは、オメガの胸部プロテクター部分の意匠を反映させている。カラータイマーに見立てたオメガメテオを中央にセットすることでオメガの胸部が完成するものとなっている。

オメガメテオ
メテオホルダーに格納されている流星のクリスタル。
- 本作品のキャッチコピー「空から落ちてきたウルトラマン」という設定を受けて開発され、空から落ちるというイメージから、「隕石」「流星」がコンセプトとなった。

メテオホルダー
胸に提げているオメガメテオを携行するためのペンダント。

#### 技
レティクリュート光線
十字に組んだ腕から放つ必殺技。

オメガショット

オメガスラッシュ
迎撃や牽制に用いる、左右の手から放つ光弾。

レキネスアーマー
レキネスカリバーコンティニュアス
念動力で相手の動きを止めて連続斬りを放つ。

トライガロンアーマー
トライガロンクロークロススラッシュ
X字の光の刃を放つ。

## メテオカイジュウ
オメガの戦闘をサポートする味方の怪獣。普段は手のひらサイズのガジェットの中に粒子状となって封入されているが、スリープモードのガジェットをコウセイが掲げることで粒子が解き放たれて巨大な怪獣の姿を必要に応じて解放・実体化し、心を通わせたコウセイの意思にリンクして共に戦う。待機状態のフィギュア状のスリープモード、巨大な怪獣の姿のカイジュウモード、オメガをアーマーチェンジさせる武器となる形態に変形する。
リンクしているコウセイ以外の指示は聞かず、1度に1体のみ操れ、使用者の精神エネルギーに活動時間が左右され、10分程度がコウセイの体力と精神力の限界となり、メテオカイジュウの使用後は激しい疲れに襲われる。

レキネス
第3話より登場。初めてコウセイが出会い、目覚めさせたメテオカイジュウ。人懐っこい性格で、コウセイに懐き、彼に従う。周囲の岩を念動力で浮かべて飛ばすレキネスキネシスなどの遠隔攻撃を得意とするが、生命力に溢れ力が強い怪獣などには効果が薄い。カリバーモードに変形し、オメガがレキネスアーマーとなってからは大剣・レキネスカリバーとなる。

トライガロン
第7話より登場。コウセイが出会う第2のメテオカイジュウ。スピードとパワーに優れ、レキネスよりも格闘戦能力が高い。荒々しい性質でコウセイを乗せて走り回ることもあるアグレッシブだが、コウセイにはレキネス同様忠実。クローモードに変形し、オメガがトライガロンアーマーとなってからは接近戦で力を発揮する大型の鉤爪・トライガロンクローとなる。

## 登場怪獣・宇宙人

### 本作品からの新怪獣・宇宙人
- 外来生物=何らかの地球上の生物になぞらえた、異なる進化を遂げた生物というコンセプトで、あくまでも地球上で起こっている事象であるという点にこだわってデザインされた[11]。

宇宙甲獣 ヴァグセクト
第1話に登場。オメガが地球に落下する前、月近傍に浮遊する半壊した巨大な軌道要塞のような場所で戦っていた宇宙甲獣。大型と中型が無数に存在し、群生で襲い掛かる。まだ人類はその存在を認知しておらず、その詳細は不明。

熱線怪獣 グライム
第1話に登場。地中を両手の鋭い爪で掘り進み、熱線を頭部の巨大な角から放って硬い岩盤を融解させる熱線怪獣。二足歩行状態と四足歩行状態のいずれでも活動可能で、両腕の鋭い爪は腕部裏面に通常時は折り畳まれているが、攻撃時や掘削時には腕部前方に展開される。初めて地球人類の前に出現した怪獣で、地球上でオメガが戦う最初の相手。

水棲毒獣 ドグリド
第2話に登場。群馬県伊林市山中で目撃された水棲毒獣。巨大な口が特徴で、暗い場所や湿気のある場所を好み、水を浴びると活動が活発になるが、弱点が乾燥や光のため、ダムへ水を求めて目指す。怒ると全身の分泌腺から噴射する硫酸に酷似した成分の毒液が武器で、たちまち浴びた木々が枯れるほど強力である。また、体を傷つけると霧のように毒液が噴射することから、迂闊な攻撃ができない。

無重力怪獣 ペグノス
第3話に登場。オホーツク海上で発生した寒波と共に上陸した無重力怪獣。脚部の噴気孔から噴射する超低温ガスで、足元の物質の核振動を抑制して無重力に近づけて羽ばたくことなく空中を浮揚する。敵を身体を高速回転させて発生させた竜巻に巻き込み、翼端で切りつけて攻撃する。

刃爪怪獣 テリジラス
第4話に登場。縦浜市に出現した刃爪怪獣。光学迷彩のように透明化することで姿をくらまし、周囲のビルに巨大な鋭い爪でナワバリを誇示するマーキングとして爪痕を刻み付ける習性を持つ。行動目的は不明だが、骨格は後期白亜紀に生息していたテリジノサウルスに類似点があるといい、後にテリジノサウルスが怪獣化したものということが判明した。

伝説蛇獣 オオヘビヌシノミコト
第5話に登場。幼体から成体に金属類を摂取して成長する伝説蛇獣。目が攻撃時に赤くなる特性を有する。鞭のようにしなった尻尾を振り下ろす一撃の威力は、地面を削るほどで、巻きついて締め付ければ、完全に敵の身動きを封じる。

猛突怪獣 ゲドラゴ
第6話に登場。後頭部の角に繋がる堅牢な頭骨を有するモグラのような外見の猛突怪獣。本来は光に弱く大人しい性格で、普段はひっそりと地中深くの巣穴に生息する。雄には雌にはない保護板の役割を果たす保護角が目の上にあり、地上でわずかな時間であれば活動することが可能。

## キャスト

### レギュラー・準レギュラー
- オオキダソラト[注釈 1][注釈 2] - 近藤頌利[1]
- ホシミコウセイ - 吉田晴登[21]
- イチドウアユム - 工藤綾乃 (2 - )[22]

### 声の出演
- 丹下マサル[注釈 3] - 真木駿一[23]
- 佐那河内レミ[注釈 4] - 潘めぐみ[23]
- 気象予報士 - 関幸司 (3)

### ゲスト
- ミユ - 石川葵 (1)
- ミユの母 - 平野舞 (1)
- 男性A - 白井周作 (1)
- 男性B - マコト (1)
- 男性C - もろいくや (1)
- 男性D - 三上大輝 (1)
- 女性A - 笹森瑠美 (1)
- 女性B - 大浦理美恵 (1)
- 役人 - 安藤広郎 (1)
- リポーター - 行徳麗奈 (1)
- 避難所の子ども - 水谷美徳、松本朔空 (1)
- 公園の子ども - 秋山結愛、島川晴愛 (1)
- ダムの職員 - 髙橋麻琴 (2)
- 農家の男性 - 仲義代 (2)
- 農家の女性 - 眞田惠津子 (2)
- 警官A - 金森規郎 (2)
- 警官B - 渡邉タクモ (2)
- 高校生陸上部選手 - 細川翔平、竹内朔、奥山叶幸、末広礼唯、梅木生望 (3)
- オオヤサブロウ - 木之元亮 (4)
- ニシキミコ - 土屋希乃 (5)
- ササコ - 氏家恵 (5)
- カミヤユウタ - 橋渡竜馬 (6)
- オオカミ君 - 小林けんいち (7)
- おばあさん - 和泉ちぬ (7)
- サラリーマン - 市村亮 (7)
- おばあさん - 岡田友香 (7)
- 女子高校生 - 岡村咲良、安藤杏 (7)

### スーツアクター
- ウルトラマンオメガ - 岩田栄慶
- レキネス (3 - 7)、トライガロン (7) - 岡部暁
- ヴァグセクト (1)、ペグノス (3)、オオヘビヌシノミコト (5)、ゲドラゴ (6)、ゴモラ (7) - 新井宏幸
- グライム (1)、テリジラス (4)、オオヘビヌシノミコト (5) - 高橋舜
- ドグリド (2) - 大村将弘
- 桑原義樹

## スタッフ
- 監修 - 塚越隆行 (1 - 3)、永竹正幸 (4 - )
- 製作統括 - 永竹正幸 (1 - 3)
- 企画 - 黒澤桂
- 製作 - 隠田雅浩
- チーフプロデューサー - 北浦嗣巳
- プロデューサー - 岡本有将・大石淳子（テレビ東京）、田中渉
- 音楽 - NARASAKI
- 音楽制作 - ランティス
- 音楽プロデューサー - 手塚祐貴
- 音楽協力 - テレビ東京ミュージック
- Coプロデューサー - 河野博明
- ラインプロデューサー - 星孝行
- IP推進 - 麻生智義
- 番組宣伝 - 徳田良平
- プランニングマネージャー - 石本順也
- シリーズ構成 - 根元歳三、足木淳一郎[3][24]
- 脚本 - 根元歳三、足木淳一郎、本田雅也、三好昭央、鶴田幸伸、中野貴雄、兒玉宣勝、吉上亮、安達寛高[3][24]
- 監督 - 武居正能、越知靖、市野龍一、鈴木農史、田口清隆、辻󠄀本貴則[3][24]
- 撮影 - 村川聡
- 照明 - 小笠原篤志
- 美術 - 稲付正人
- 録音 - 星一郎
- 操演 - 根岸泉
- 編集 - 矢船陽介
- キャスティング - 島田和正
- 装飾 - 小林美智子
- スクリプター - 國米美子、國米美帆
- 助監督 - 宮崎龍太
- 特撮助監督 - 内田直之
- アクションコーディネート - 寺井大介
- 視覚効果 - 渡邉亮太
- VFXコーディネーター - 豊直康
- 3DCGスーパーバイザー - 神谷誠
- キャラクターデザイン - 後藤正行
- 背景 - 島野今日子
- 小道具 - 大宮百合、菅原紗彩
- 装具 - 庄島毅、武富洸斗
- 衣装 - 小木田浩次・増田陽菜
- ヘアー・メイク - 梶清恵
- 画コンテ - 川石テツヤ、河本けもん、酒井豊、林谷和樹
- オープニング画コンテ - なかの★陽、渡邉聡
- スーツアクターサポート - 大野まゆみ
- 設定監修 - 渋谷浩康
- キャラクターメンテナンス - 宮川秀男、花谷充泰
- 劇中ロゴ・サブタイトルデザイン - 井野元大輔
- グライムデザイン (1) - キセン
- ドグリドデザイン (2)、ペグノスデザイン (3)、オオヘビヌシノミコトデザイン (5) - 宮川秀男
- 科学考証 - 芝原暁彦
- 監督助手 - 笹原匠、古橋吉光、橋本彗
- 撮影助手 - 安藤昇児、呉大雅俊、菅原滉太朗、小泉利巧
- 照明助手 - 斎藤順、古川凱、橋口祐介、井上遼汰
- 照明応援 - 山﨑豊、照屋貴史、吾妻天湖、溝渕健二、蟻正恭子、堀本奈穂
- 録音助手 - 大前亮、白森一
- 美術助手 - 梶政幸、那須野洋平、植原月美、福島彰夫、角田勇樹、秋岡大智、齊藤梨夏
- 装飾助手 - 佐藤望
- 操演助手 - 上田健一、秀平良忠、佐藤康平
- ヘアー・メイクアシスタント - 大岩乃里子
- カラリスト - 佐々木渉
- オンラインエディター - 奥山雅美
- 音響効果 - 古谷友二
- フォーリー - 静岡佑紀、今村健一郎、日下暢
- 選曲 - 見並由梨
- 整音 - 萬年沙織
- 整音オペレーター - 伊藤結
- 音楽制作進行 - 小椋裕也
- アシスタントプロデューサー - 徳田聖人、白岩直彦、岩本瑞葵
- ウルトラマンオメガ製作委員会
- 製作 - 円谷プロダクション、テレビ東京、電通

## 音楽

### 主題歌
「BRIGHT EYES」
ASHによる主題歌。作詞は松井洋平、作曲はNARASAKI、編曲は西岡和哉。直前スペシャルでは挿入歌、第1話ではエンディング曲として使用された。

### エンディングテーマ
「Missing Link」
MindaRyn feat. ASHによる前期エンディングテーマ。作詞は松井洋平・ASH、作曲・編曲はthug。第2話より使用。

## 企画・制作
「ウルトラマンと人間が共同生活をする」という物語を考えた際に、記憶があると難しく、ウルトラマン自身、ある種超越的な存在であることから、地球人と共に生活することはできないため、記憶喪失となってしまった存在、地球人とは異なる価値観を持った生命体として描いている。
「怪獣」という言葉が存在しないという設定は、現実世界では怪獣映画などのさまざまな映画の影響もあり、カイジュウという言葉は万国共通になっており、本当にいるように錯覚してしまうが、実際にはいないわけである。本作品の世界でも怪獣映画などの創作物としては存在しているが、怪獣映画とは呼ばれず、「モンスター映画」や「巨大生物映画」などと呼ばれており、そこにソラトが「怪獣」という概念を持ち込んだという、ウルトラマンからすべてが発信される物語にするため、有史以来怪獣というものが目撃されていないという世界となった。

## 放送日程
| 話数  | サブタイトル         | 登場する怪獣          | 脚本       | 監督     | 初放送日        |
| ----- | -------------------- | --------------------- | ---------- | -------- | --------------- |
| 第1話 | 宇宙人がやってきた   | ヴァグセクト グライム | 根元歳三   | 武居正能 | 2025年 07月05日 |
| 第2話 | 俺と宇宙人と学者さん | ドグリド              | 根元歳三   | 武居正能 | 07月12日        |
| 第3話 | 急な寒波に御用心     | ペグノス              | 足木淳一郎 | 武居正能 | 07月19日        |
| 第4話 | 爪痕の謎を追え       | テリジラス            | 足木淳一郎 | 越知靖   | 07月26日        |
| 第5話 | ミコとミコト         | オオヘビヌシノミコト  | 本田雅也   | 越知靖   | 08月02日        |
| 第6話 | 怪獣の探しもの       | ゲドラゴ              | 三好昭央   | 越知靖   | 08月09日        |
| 第7話 | カゼになる           | ゴモラ                | 鶴田幸伸   | 市野龍一 | 08月16日        |

## 放送・配信
放送に先駆けるかたちで、ストーリー紹介がメインの特番『ウルトラマンオメガ 直前スペシャル』が2025年6月28日にテレビ東京系列にて放送された。

### 日本国内での放送
| 放送期間               | 放送時間         | 放送局                             | 対象地域                                                    | 備考              |
| ---------------------- | ---------------- | ---------------------------------- | ----------------------------------------------------------- | ----------------- |
| 2025年7月5日 -         | 土曜 9:00 - 9:30 | テレビ東京（製作局） ほか系列全6局 | 北海道・関東広域圏・愛知県・ 大阪府・岡山県・香川県・福岡県 | 字幕放送 解説放送 |
| 2025年7月13日 -        | 日曜 5:30 - 6:00 | 広島ホームテレビ                   | 広島県                                                      |                   |
| 2025年7月20日 -        | 日曜 6:30 - 7:00 | 石川テレビ                         | 石川県                                                      |                   |
| 2025年8月3日 -         | 日曜 5:30 - 6:00 | 静岡第一テレビ                     | 静岡県                                                      |                   |
| 2025年8月17日 - (予定) | 日曜 6:15 - 6:45 | 琉球放送                           | 沖縄県                                                      |                   |

### 日本国内での配信
| 配信開始日                                                                                   | 配信時間        | 配信サイト                                                              |
| -------------------------------------------------------------------------------------------- | --------------- | ----------------------------------------------------------------------- |
| 2025年7月5日                                                                                 | 土曜 9:30 更新  | TSUBURAYA IMAGINATION ネットもテレ東 YouTube Tver ニコニコ生放送 DMM TV |
|                                                                                              | 土曜 12:30 更新 | バンダイチャンネル                                                      |
|                                                                                              | 土曜 17:30 更新 | Amazon Prime Video U-NEXT Hulu                                          |
| YouTubeにおいて、配信は円谷プロダクションのウルトラマン公式YouTubeチャンネルにて実施される。 |                 |                                                                         |

### 日本国外での放送
時間帯は全て現地時間。

#### 中国
中国語放送。

#### 香港
広東語放送。
| 放送局 | 放送期間        | 放送時間          | 備考 |
| ------ | --------------- | ----------------- | ---- |
| ViuTV  | 2025年7月12日 - | 土曜 9:30 - 10:00 |      |

#### 台湾
台湾中国語放送。
| 放送局 | 放送期間       | 放送時間           | 備考 |
| ------ | -------------- | ------------------ | ---- |
| MOMOTV | 2025年7月6日 - | 日曜 17:30 - 18:00 |      |

#### インドネシア
インドネシア語放送。
| 放送局 | 放送期間         | 放送時間           | 備考 |
| ------ | ---------------- | ------------------ | ---- |
| RTV    | 2025年7月6日 - - | 日曜 07:30 - 08:00 |      |

#### マレーシア
マレー語放送。
| 放送局      | 放送期間       | 放送時間           | 備考 |
| ----------- | -------------- | ------------------ | ---- |
| Astro Ceria | 2025年7月7日 - | 月曜 16:00 - 16:30 |      |

#### 韓国
韓国語放送。
| 放送局 | 放送期間       | 放送時間 | 備考 |
| ------ | -------------- | -------- | ---- |
| ANIBOX | 2025年7月6日 - |          |      |

#### シンガポール
英語&マレー語放送。
| 放送局         | 放送期間        | 放送時間 | 備考 |
| -------------- | --------------- | -------- | ---- |
| メディアコープ | 2025年7月20日 - |          |      |

### 日本国外での配信

#### 中国
| 配信サイト                         | 配信開始日   | 備考            |
| ---------------------------------- | ------------ | --------------- |
| Tencent Video Youku iQIYI Bilibili | 2025年7月5日 | 中国語吹替&字幕 |

#### タイ
| 放送局           | 放送期間     | 放送時間        | 備考 |
| ---------------- | ------------ | --------------- | ---- |
| True Visions Now | 2025年7月5日 | タイ語吹替&字幕 |      |

#### ベトナム
| 配信サイト | 配信開始日   | 備考           |
| ---------- | ------------ | -------------- |
| FPT Play   | 2025年7月5日 | ベトナム語吹替 |